# Дунфэн-25
Дунфэн-25 (кит. трад. 東風-25, упр. 东风-25, пиньинь Dōng fēng 25, буквально: «Восточный Ветер-25», часто обозначают DF-25) — китайская двухступенчатая твердотопливная баллистическая ракета средней дальности мобильного базирования.

## История
Разработка началась в 1980-х годах на базе первых двух ступеней ракеты Дунфэн-31, но в конце 1996 года появилась информация о прекращении разработки ракеты. В то время предполагаемая дальность равнялась 1700 км, а неядерный боезаряд весил около двух тонн. Однако в конце 2006 года информация о Дунфэн-25 и даже её фотографии вновь появились на специализированных китайских форумах. В июле 2007 года в интернет просочилось фото с испытаний ракеты, на котором, впрочем, обнаружились признаки фотомонтажа. Тогда же появились сообщения о том, что «новая» ракета имеет дальность до 3200 км и может нести до трёх ядерных боеголовок. Такая путаница вызывает подозрения, что новые сведения об этой ракете содержат немалую долю дезинформации китайских спецслужб, призванной скрыть разработку нового ОТРК.